# Osimo
Osimo è un comune italiano di 34 793 abitanti della provincia di Ancona nelle Marche.

## Geografia fisica

### Territorio
Comune di superficie medio-grande, Osimo si estende su un territorio collinare. Il suo centro storico sorge su due colline affiancate, la più alta delle quali, su cui sorge il duomo della città, si chiama Gòmero. L'avvallamento fra le due colline, un tempo visibile nella linea del centro storico, è stato pareggiato sempre più ad ogni rifacimento del manto.
Il terreno è abbastanza fertile e favorisce l'agricoltura. A circa 3 km scorre il fiume Musone. A poca distanza si trova anche la costa adriatica.

#### Centro abitato
Appena fuori le mura del centro storico di Osimo sono riconoscibili due quartieri:
- Borgo San Giacomo, a nord-ovest di Osimo
- Borgo Guarnieri (prima detto Filello): situato a sud del centro storico, appena fuori porta Musone

Il Borgo è costituito da una serie di casette un tempo tutte uguali, fatte costruire nel Cinquecento dalla nobile famiglia Guarnieri per le persone addette al suo servizio.

### Clima

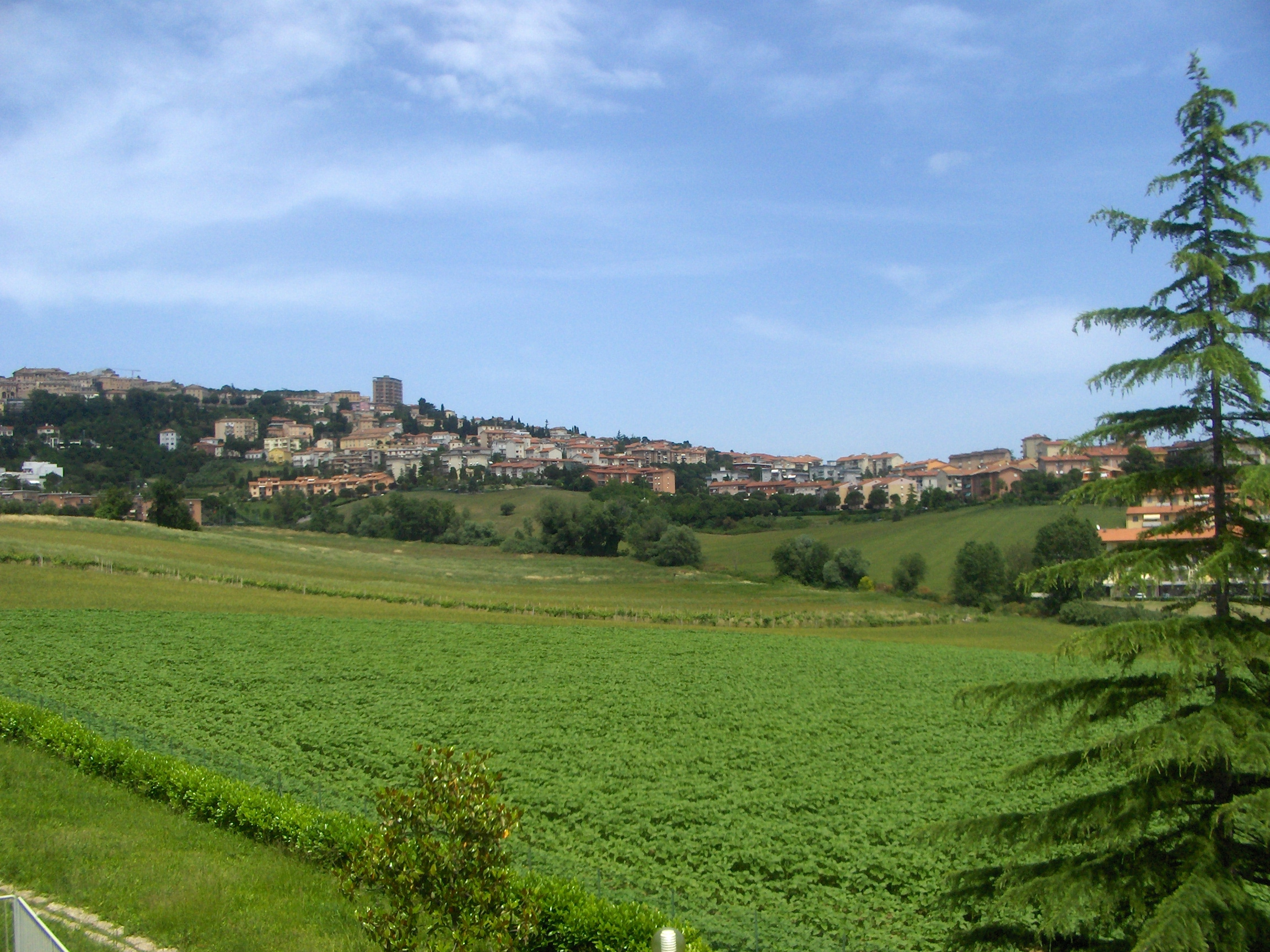
Il centro di Osimo visto dalla periferia sud

Il clima di Osimo è quello tipico del Medio versante Adriatico italiano, ossia di transizione tra clima mediterraneo e clima continentale. Le precipitazioni sono abbastanza regolari e non troppo abbondanti (tra 650 e 700 mm annui), con picco tra la fine dell'estate e l'autunno. La zona di Osimo risulta comunque meno piovosa rispetto alla città di Ancona o ai comuni che si trovano a nord del capoluogo (vedi Falconara Marittima), probabilmente anche a causa dell'ombra pluviometrica esercitata dal monte Conero che dista una decina di chilometri in linea d'aria (verso E-N/E). Gli inverni sono generalmente freddi e umidi, con precipitazioni e nebbie abbastanza frequenti. La neve è tutt'altro che rara e in certe occasioni può cadere copiosa: fra le nevicate notevoli degli ultimi anni, si ricordano quelle del gennaio 2005 (con almeno 50 cm di manto bianco) e soprattutto quelle del febbraio 2012, quando lo strato nevoso superò il metro d'altezza dopo circa 10 giorni di precipitazioni pressoché continue. Le estati sono solitamente calde e afose, dominate dalla brezza marina proveniente da E-S/E e intervallate da temporali anche violenti. Un vento caratteristico della zona (come di tutto il medio-basso versante Adriatico) è il Garbino: questo proviene da O-S/O e fa impennare le temperature, causando nel contempo una drastica diminuzione dell'umidità (effetto Fohn). In presenza di questo vento, d'estate si possono toccare punte sui +40°.
Un evento meteorologico recente, ma che rimarrà per sempre nella storia della città, è la grande alluvione del 16 settembre 2006. In meno di 24 ore caddero fino a 205 mm di pioggia, con punte di 150–180 mm in 3 ore. Il risultato fu una disastrosa inondazione nella valle dell'Aspio, tra i comuni di Osimo, Offagna, Camerano e Castelfidardo, con danni per decine e decine di milioni di euro.

## Origini del nome
Attualmente esistono due ipotesi sull'origine del toponimo "Osimo". Alcuni storici, fra i quali il Grillantini, sostengono che il nome derivi dal termine greco "αὑξάνω", confermato poi dal latino "augeo" e poiché i due verbi hanno il significato di accrescere, gli studiosi ritengono che Osimo debba significare "accrescimento", intendendo così quel fenomeno per cui una località, grazie alla sua favorevole posizione geografica, subisce nel tempo uno sviluppo dal punto di vista urbanistico, economico, sociale e culturale.
Secondo l'altra ipotesi, sostenuta da storici quali il tedesco Radke e Gino Vinicio Gentili, il toponimo avrebbe un'origine umbro-sabina (quindi legata alle genti picene), analoga al celtico "Uxama", che significa "alta", "elevata": il nome starebbe pertanto ad indicare la posizione geografica su cui sorge l'abitato, che un tempo si presentava molto più scoscesa e di difficile accesso rispetto ad oggi.
Nel dialetto locale di campagna, la città si chiama Òsemo (o Òsemu); oggi gli osimani e gli abitanti della zona la chiamano comunemente Òsimo.

## Storia

### Origini
Le testimonianze archeologiche più antiche attestate nel territorio di Osimo provengono dalla bassa valle del fiume Musone e del suo affluente di destra Fiumicello: si tratta di numerosi oggetti di selce scheggiati, ritrovati unitamente con ossa di animali e corna di cervo, che si datano al Paleolitico superiore (40 000-12 000 anni fa). Nel IX secolo a.C. sul colle di Osimo e sull'altura di Monte S. Pietro si stanziarono i Piceni, che diedero vita a due insediamenti distinti con relative necropoli.

### L'Auximumromana

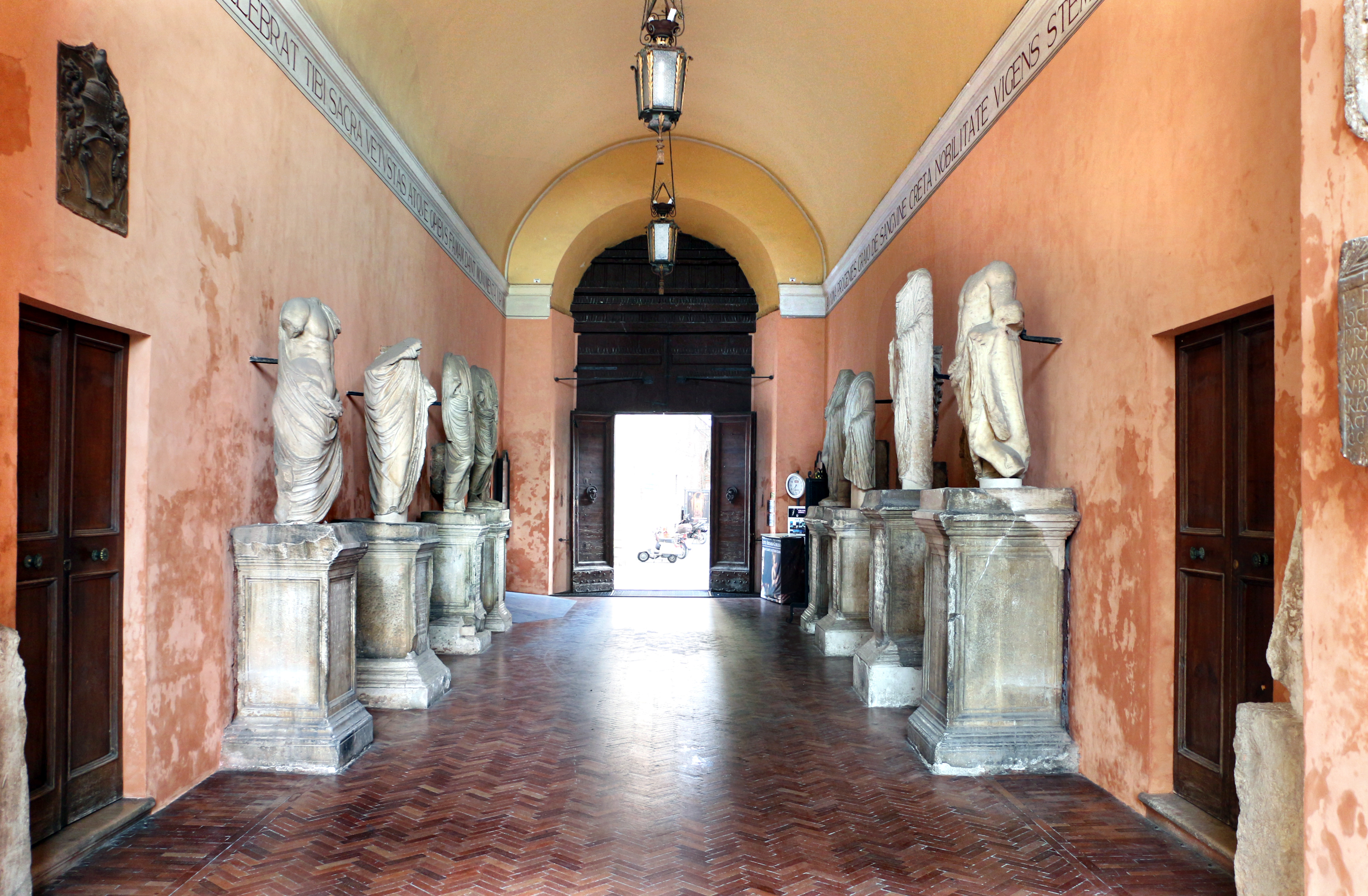
Le statue romane acefale nell'atrio del Palazzo Comunale.

Con la Battaglia di Sentinum (odierna Sassoferrato) del 295 a.C., i Romani iniziarono la conquista del Piceno, coinvolgendo anche Osimo (Auximum): nel 173 a.C. si ha testimonianza, attraverso un passo dello storico Livio, che i censori Q. Fulvius Flaccus e A. Postumius Albinus appaltarono le mura urbiche e decisero la costruzione di tabernae (botteghe) attorno al foro. Considerata l'inespugnabilità dell'abitato e la sua posizione centrale rispetto all'area picena, i Romani decisero inoltre, nel 157 a.C., di dedurvi una colonia, iscrivendone i cittadini nella tribù Velina.

### Alto Medioevo
In età altomedievale, la città continuò a rivestire grande importanza all'interno del Piceno. il suo ruolo strategico è messo in evidenzia dal fatto che vi si svolsero alcuni momenti importanti della Guerra greco-gotica (535-553), ovvero quella parte della complessa campagna militare attraverso cui l'imperatore romano d'Oriente Giustiniano I volle riaffermare la presenza imperiale nel Mediterraneo occidentale. In particolare è da ricordare l'assedio del 539, conclusosi con la vittoria delle truppe imperiali.
Nel 727-728 la città fu conquistata dai Longobardi guidati dal re Liutprando, che ne fece, insieme ad Ancona, due ducati direttamente alle sue dipendenze, e poli nevralgici per il controllo delle mire espansionistiche del Duca di Spoleto.
Nel 774 il re longobardo Desiderio minaccia papa Adriano I, che chiede aiuto al re dei Franchi Carlo Magno, il quale sconfigge il nemico ed annette i territori longobardi al Regno franco: inoltre, tenendo fede alla promessa del padre Pipino, dona l'Esarcato e la Pentapoli (de cui fa parte Osimo) al papa, territori che andranno poi a formare il nucleo del nascente Stato della Chiesa.

### Epoca comunale

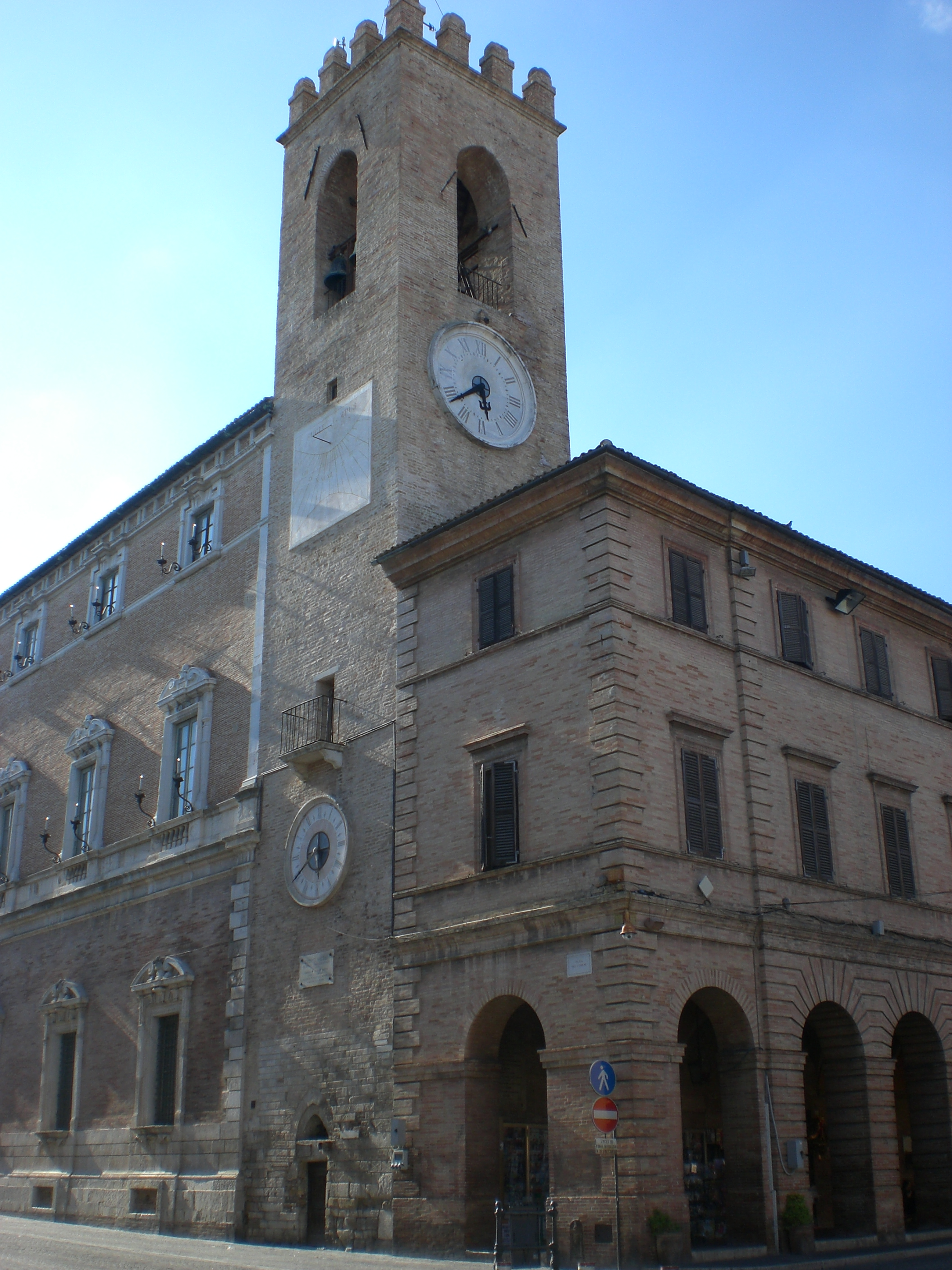
La duecentesca Torre Civica, simbolo delle libertà comunali.

Agli inizi del XII secolo la città fu una delle prime a diventare Libero comune, acquisendo grande importanza all'interno della Marca: durante il lungo periodo di lotta tra Guelfi e ghibellini, Osimo si trovò spesso a parteggiare per i secondi, tanto che sostenne l'arcivescovo Cristiano di Magonza durante l'assedio di Ancona del 1172.
Come seguace di Manfredi di Svevia, il papa la privò nel 1240 della sede vescovile, che riebbe solo nel 1264 con la sconfitta degli Svevi. Nel 1316 a seguito alla rivolta dei fratelli Lippaccio e Andrea Gozzolini, la città fu dominata da quest'ultimi. Ma nel 1320 Osimo venne di nuovo scomunicata dal papa, che la privò anche del titolo di città. Questo indebolì fortemente Osimo e i cittadini, sobillati dai Guelfi, si ribellarono e i fratelli furono costretti ad abbandonare la città nel 1329. Tornati di nuovo poco dopo, i Gozzolini vennero definitivamente cacciati il 13 giugno 1337 dall'intervento di Malatesta Guastafamiglia, chiamato al governo dal popolo. Tuttavia ben presto Malatesta divenne capitano dei Fiorentini e lasciò la città. Così gli Osimani chiamarono al governo diversi condottieri per non doversi assoggettare ancora al dominio papale e perdere la propria autonomia.

### Le signorie e il papato
La Chiesa adottò una strategia pacificatrice dei legati pontifici, specialmente del cardinale Egidio Albornoz, così Osimo si riconciliò con la Chiesa e nel 1368 riebbe la sede vescovile e il titolo di città.
Tuttavia le lotte delle varie signorie con la Chiesa non cessarono, infatti i Malatesta ebbero la città in alterna vicenda fino al 1417, quando papa Martino V li fece cacciare dal vescovo di Ancona. Nel 1433 Osimo viene presa da Francesco Sforza, mandato da Filippo Maria Visconti, duca di Milano, per indebolire il potere papale, che ne fece il centro delle sue operazioni militari nelle Marche; ma nel 1443, avvicinandosi Alfonso V d'Aragona col suo esercito per recuperarle al pontefice, gli osimani si ribellarono allo Sforza il 19 di agosto e tornarono alla diretta dipendenza della Chiesa.
Nel 1486 il capitano di ventura, osimano, Boccolino di Guzzone con l'aiuto del popolo riuscì ad impadronirsi della città. Ricorse perfino al sultano Bayezid II per averne l'appoggio contro il papa. Ma le truppe papaline di Gian Giacomo Trivulzio riuscirono ad assoggettare la città il 2 agosto 1487.
Dal 1487 la città tornò definitivamente sotto il dominio dello Stato Pontificio, del quale seguì le vicende perdendo la sua autonomia per sempre. Questo periodo pacifico, ma di stagnazione, fu rianimato dall'istituzione del Collegio Campana, che richiamò illustri insegnanti ed allievi, divenuti poi famosi, come i papi Leone XII e Pio VIII.

### Occupazione francese e successiva annessione al Regno d'Italia
Durante l'occupazione napoleonica Osimo fu sottomessa dai francesi ed entrò a far parte del Dipartimento del Musone. Nel 1803 vennero nominati dal viceré del Regno d'Italia Eugenio Napoleone i membri del consiglio comunale della cittadina: Scotta Paolo, Fiorenzi Luigi, Costici Saverio, Pranzetti Antonio, Ungarini Vincenzo, Cappanova Pietro, Francesconi Girolamo e Bonfigli Andrea.
Successivamente venne poi restaurato il governo pontificio, ma ebbe vita breve in quanto ben presto molti abitanti, guidati dal conte Francesco Fiorenzi, imbracciarono le armi e combatterono per l'indipendenza dell'Italia nella storica battaglia di Castelfidardo del 18 settembre 1860. Col plebiscito del successivo novembre, Osimo entrò a far parte del Regno d'Italia.

### Storia contemporanea

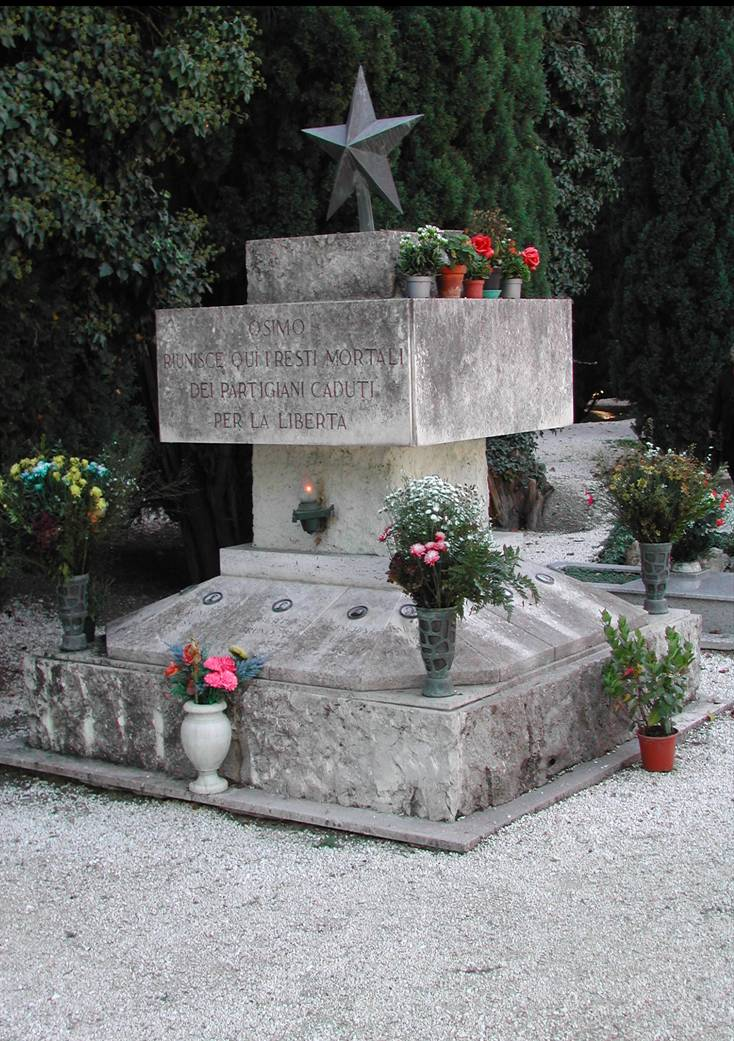
Sacrario dei partigiani (Cimitero maggiore)

Nella Prima guerra mondiale era sede della 102ª Squadriglia del Corpo Aeronautico del Regio Esercito.
Dopo i bombardamenti di Ancona dell'ottobre 1943, Osimo assunse il ruolo di capoluogo di regione in quanto tutti gli uffici statali vennero trasferiti in città fino alla sua capitolazione. Osimo venne liberata dai partigiani della V div. Garibaldi Marche il 6 luglio 1944 ma la dura Battaglia del Musone durò fino al 18 luglio successivo. Secondo il generale polacco Anders la battaglia che dipanò nelle campagne tra Osimo e Filottrano fu la più cruenta per l'esercito polacco dopo quella di Montecassino. L'abbattimento della Linea difensiva tedesca "Edith" lungo il fiume Musone permise l'occupazione del porto di Ancona, cosa questa che accelerò l'assalto alla Linea Gotica trovandola impreparata.
Il trattato di Osimo, firmato il 10 novembre 1975 nella villa Monte San Pietro, di proprietà del conte Giulio Leopardi Dittajuti, sancì l'appartenenza alla Jugoslavia della Zona B dell'ex Territorio Libero di Trieste (ovvero dell'Istria nord-occidentale), e l'appartenenza all'Italia della Zona A (corrispondente alla provincia di Trieste). Oggi il territorio dell'ex Zona B appartiene in parte alla Slovenia e in parte alla Croazia.
Il 16 settembre 2006 Osimo ed alcuni comuni limitrofi, in particolare le frazioni di Aspio ed Osimo Stazione sono stati colpiti da una alluvione che ha causato ingenti danni alle industrie del luogo.
Dal 2015, per le vie del centro storico nell'ultima domenica di agosto, viene svolta la rievocazione storica in costume "Osimo Rivivi '700" in memoria della consegna della bandiera saracena alla città avvenuta nel 1723.

### Simboli
Lo stemma della città di Osimo è stato concesso con decreto del presidente della Repubblica dell'8 giugno 2007.
Il gonfalone è un drappo troncato di rosso e di giallo.

## Monumenti e luoghi d'interesse

### Architetture religiose

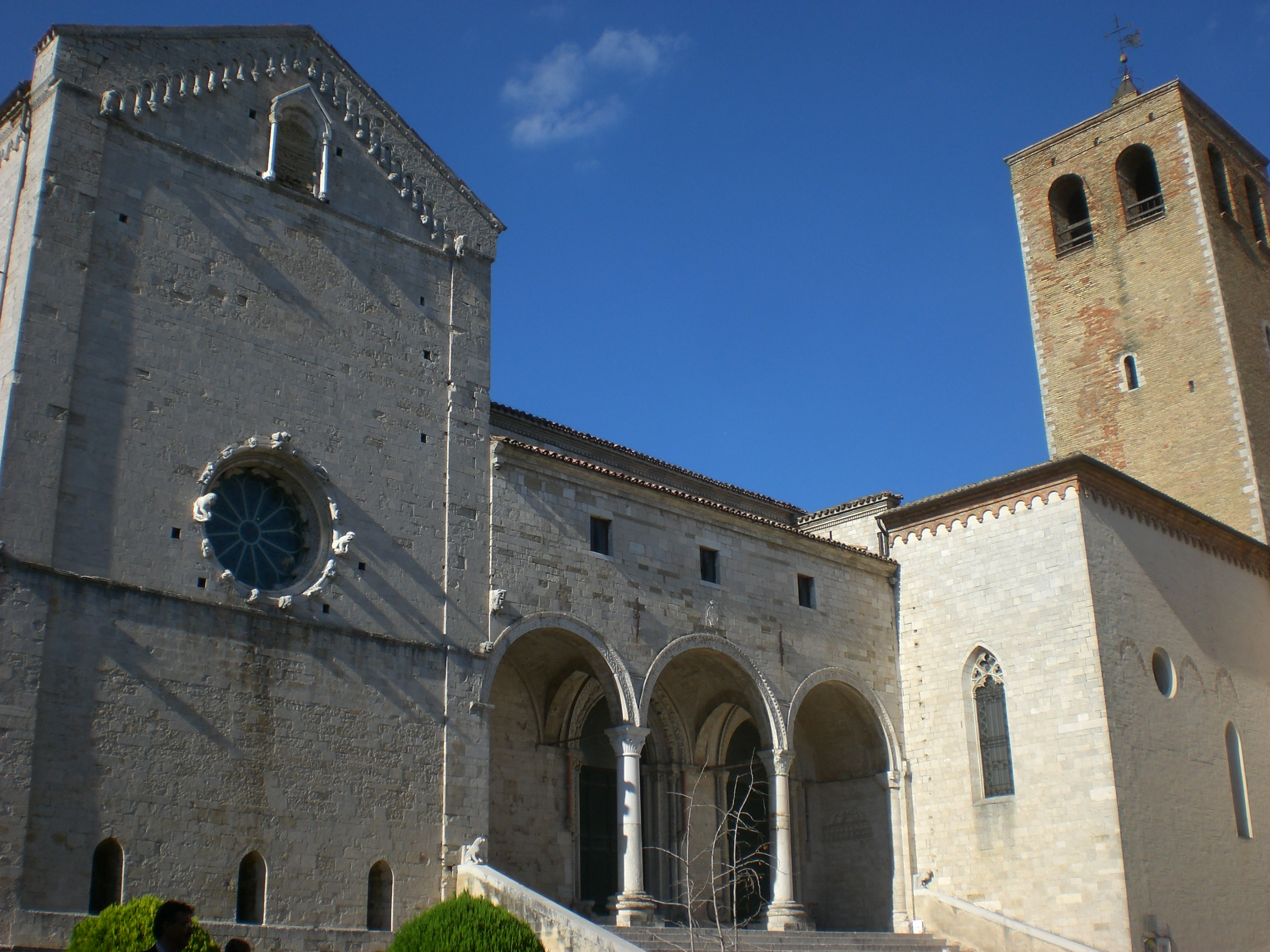
Duomo di San Leopardo
Dalla piazza del comune, salendo per la via dell'Antica Rocca (conosciuta ad Osimo come la Costa del Domo), si arriva sulla sommità del colle Gòmero, sul quale sorge la Cattedrale di San Leopardo (più semplicemente chiamata "duomo"), un esempio di architettura romanico-gotica delle Marche.
L'originaria struttura, edificata a cavallo tra XII e XIII secolo, subì varie modifiche nel corso del tempo, senza mai perdere l'antica austerità, che si riflette ancora oggi nell'esterno (arricchito dal grande rosone e dai portali in pietra) e nell'interno a tre navate.
All'interno della cattedrale è visitabile anche la cripta, costruita nel 1191 da Mastro Filippo, in cui sono custoditi i sarcofagi con le reliquie dei primi martiri (Sisinnio, Fiorenzo e Diocleziano, lapidati l'11 maggio 304 d.C. sotto l'imperatore Diocleziano) e dei santi vescovi osimani. Sempre all'interno è conservato presso la seconda cappella a sinistra, Il Cristo in Pietà del Guido Reni.
Nella prima cappella a destra, realizzata dall'architetto Costantini (autore della chiesa neorinascimentale di Campocavallo), vi è un grande crocifisso ligneo del XII secolo, probabilmente gnostico, con la singolare caratteristica del Cristo di apparire a seconda della luce in forma maschile (faretto diretto) o in quella femminile (senza faretto con il lucernario a mezzogiorno).
Adiacente alla cattedrale si trova il battistero: l'edificio, di origine quattrocentesca, venne sottoposto a restauri agli inizi del Seicento per volere del vescovo Galamini. Degni di nota il soffitto a cassettoni lignei, opera dell'artista Antonio Sarti di Jesi, e il fonte battesimale in bronzo creato dai fratelli Pier Paolo e Tarquinio Jacometti di Recanati nella prima metà del XVII secolo.
Basilica di San Giuseppe da Copertino

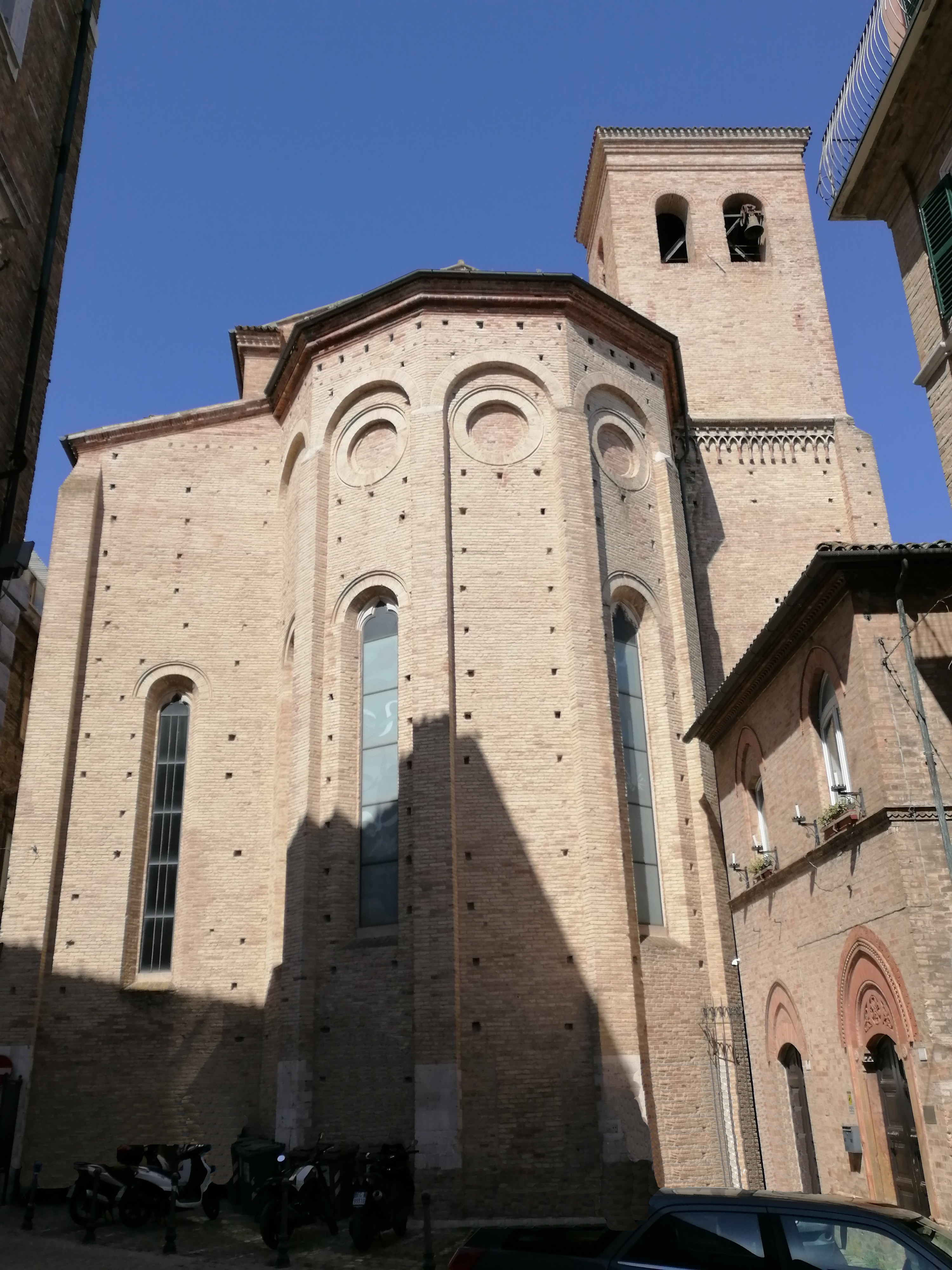
Basilica di San Giuseppe da Copertino.

La basilica, situata dietro piazza Boccolino, la principale piazza del centro, conserva al suo interno le spoglie di san Giuseppe da Copertino, patrono di Osimo e santo protettore degli studenti. La chiesa era storicamente conosciuta come basilica di San Francesco, poiché inizialmente intitolata a Francesco d'Assisi (venne costruita, infatti, poco dopo la visita del santo in città, avvenuta nel 1220). Solo nella seconda metà del XVIII secolo, in occasione della canonizzazione di frate Giuseppe, si è cambiata la titolazione della chiesa. L'interno della struttura è stato allora totalmente rinnovato, conservando solo all'esterno l'austera semplicità dell'originario stile romanico-gotico. All'interno della basilica è possibile visitare la cripta (dove è custodito il corpo del santo) e le stanze, oggi adibite a museo, dove Giuseppe trascorse gli ultimi anni di vita.
Inoltre, nel secondo altare di sinistra si conserva una Madonna col Bambino e Santi di Antonio Solario (1503).
Chiesa di San Marco
Situata nei pressi della porta Vaccaro (accesso orientale al centro storico), è l'unica testimonianza di un complesso conventuale edificato agli inizi del XIV secolo, poi modificato nel corso del XV secolo dai frati domenicani. Il fastoso interno barocco, a navata unica, custodisce una solenne pala d'altare raffigurante la Madonna del Rosario con San Domenico e Santa Caterina da Siena, opera del Guercino. Sul secondo altare della parete sinistra si conserva l'unico frammento della chiesa antica: un affresco rappresentante la Madonna col Bambino tra San Domenico e San Pietro martire, realizzato negli anni venti del Quattrocento da Pietro di Domenico da Montepulciano.

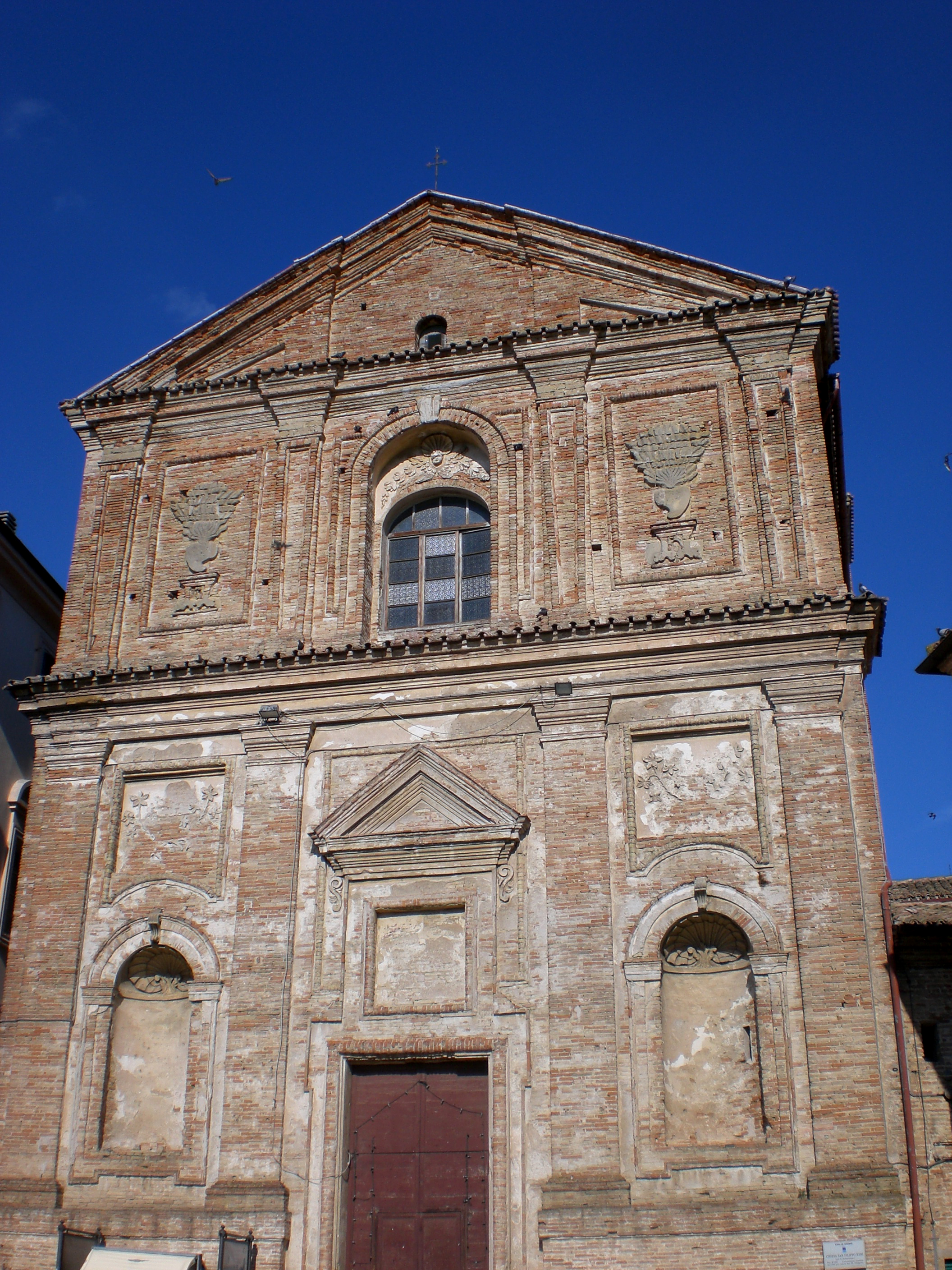
Chiesa di San Filippo
Nei pressi dei giardini pubblici di piazza Nuova si trova la piazza San Filippo, dove sorgono l'omonima chiesa in stile barocco ed il palazzo della nobile famiglia Acqua.
Chiesa di San Filippo Apostolo (detta de' Plano) e relativa precettoria templare (località Casenuove)
Nella frazione Casenuove (l'antica Monte Torto) si trova la chiesa di San Filippo Apostolo, presso cui venne istituita in epoca medioevale un'antica precettoria templare, sede dell'ordine dal 1167 fino al 1317, quando la proprietà passò all'Ordine degli Ospitalieri. Fu il più importante stanziamento templare della Marca Anconitana.
L'edificio principale è stato rimaneggiato più volte nel corso dei secoli ed è attualmente adibito a residenza privata, mentre la chiesa di San Filippo de' Plano ha subito un ampliamento nel XVIII secolo, con costruzione di una sagrestia, ma mantenendo intatte le dimensioni originarie della navata unica, costruita secondo i principî della sezione aurea, che le conferiscono una eccezionale acustica, oltre a proporzioni geometriche armoniose.
Agli inizi del XX secolo ne corso di scavi archeologici, venne alla luce, nel terreno circostante, una necropoli dei Galli Senoni risalente al V secolo a.C., i cui reperti sono tuttora conservati nella sezione gallica del Museo archeologico nazionale delle Marche ad Ancona.
Chiesa di San Sabino

Chiesa parrocchiale dell'omonima frazione, situata a tre chilometri ad est della città lungo la provinciale per Castelfidardo.
Santuario della Madonna di Campocavallo
Il santuario della Vergine Addolorata di Campocavallo è situato a circa tre chilometri da Osimo in direzione sud, nella frazione omonima; la chiesa, in laterizio, di stile neo-rinascimentale, fu costruita nel 1893 per volere di Don Giovanni Sorbellini su progetto di Costantino Costantini e venne consacrata nel 1905. Venne dedicata alla Vergine Addolorata in seguito ad un prodigio avvenuto nel 1892.

### Architetture civili

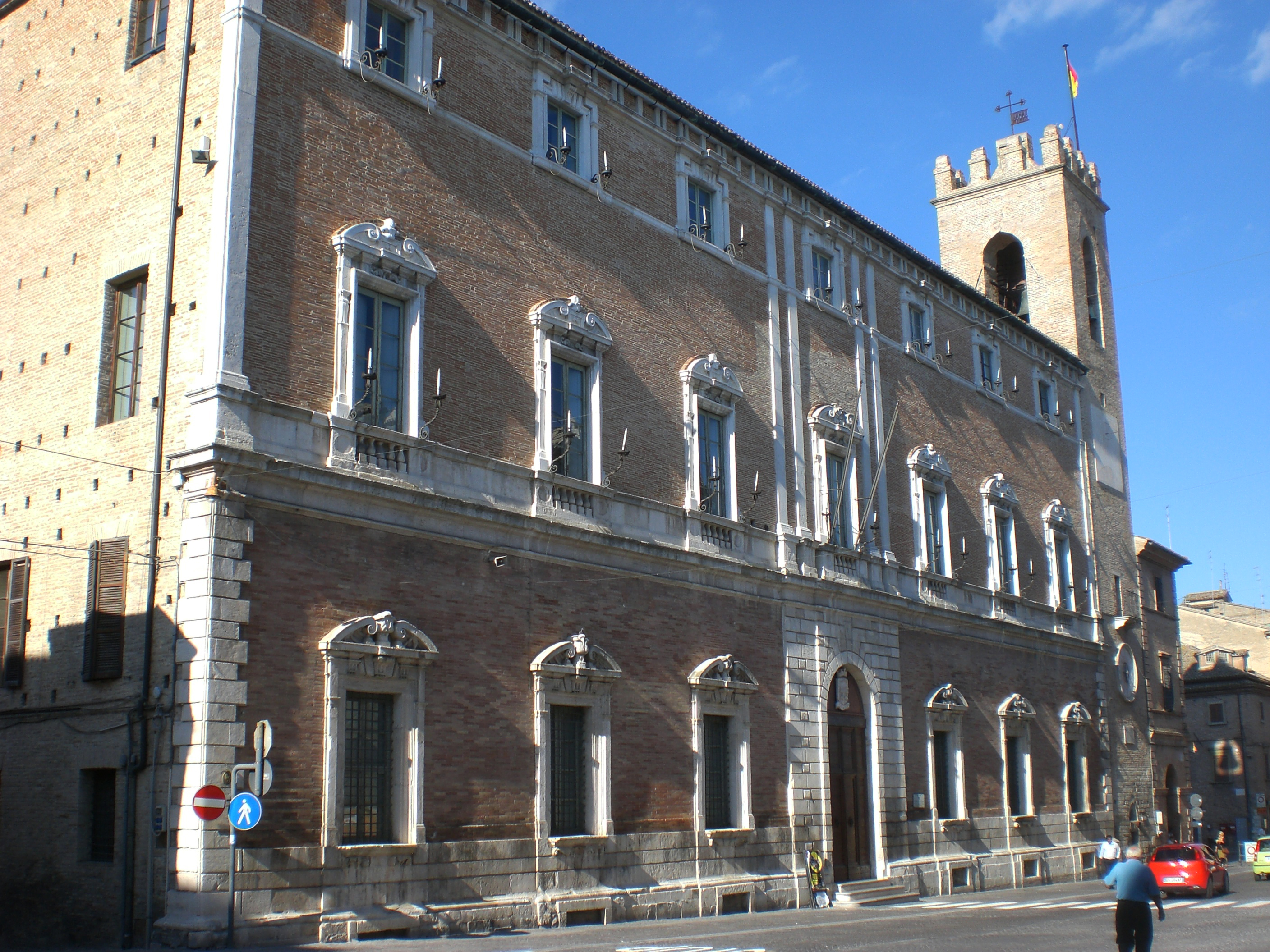
Palazzo Comunale
Il complesso del palazzo comunale è costituito da tre corpi distinti, edificati in varie epoche. L'edificio principale, che si affaccia sulla Piazza del Comune, presenta una facciata in cotto rosso movimentata da tre piani di finestre incorniciate entro elementi in pietra (opera dell'architetto militare Pompeo Floriani di Macerata). I lavori per la costruzione durarono a lungo: una delibera dell'8 agosto 1457 evidenzia la volontà dell'amministrazione di voler realizzare una nuova sede, ma verrà completata solo nel 1678.
Accanto al lato orientale del palazzo svetta la torre civica, di epoca duecentesca e acquistata dal Comune nel 1366: l'altezza attuale risale ad una modifica del 1538. Alla base, costituita da uno zoccolo in pietra che riutilizza materiale lapideo preso da precedenti costruzioni, si apre una porticina sopra la quale sono visibili le misure in ferro del braccio, del coppo e del mattone, affisse nel XVIII secolo.
L'ultimo corpo ad essere realizzato è quello rivolto verso Piazza Boccolino: la struttura venne costruita in seguito alla demolizione del Palazzo del Governatore e della chiesa di Santa Maria della Piazza, detta della Morte perché vi aveva sede la confraternita omonima, che aveva il compito di accompagnare in chiesa le salme di coloro che morivano in città e di assistere i condannati a morte nelle ultime ore di vita.
La parte più interessante del complesso comunale è senz'altro l'atrio, dove ha sede il Lapidarium: la raccolta comprende statue, epigrafi, bassorilievi di epoca romana ed elementi architettonici provenienti da edifici medievali e rinascimentali. Le sculture, che rappresentano personaggi romani in toga e in seminudità eroica, hanno tutte la particolarità di essere acefale: questa loro caratteristica ha dato luogo ad un nomignolo attribuito agli abitanti di Osimo, chiamati appunto "i Senza Testa".
All'interno dell'atrio sono conservati 3 antichi pezzi d'artiglieria, tra cui due cannoni in bronzo di provenienza napoletana e di epoca risorgimentale e la riproduzione di una bombarda quattrocentesca, varie palle in pietra ed un carro militare del 1859-60. La bombarda, il cui originale è conservato oggi al Museo storico nazionale dell'artiglieria di Torino, è chiamata "Misbaba", in dialetto anche "Cannò de Figo".

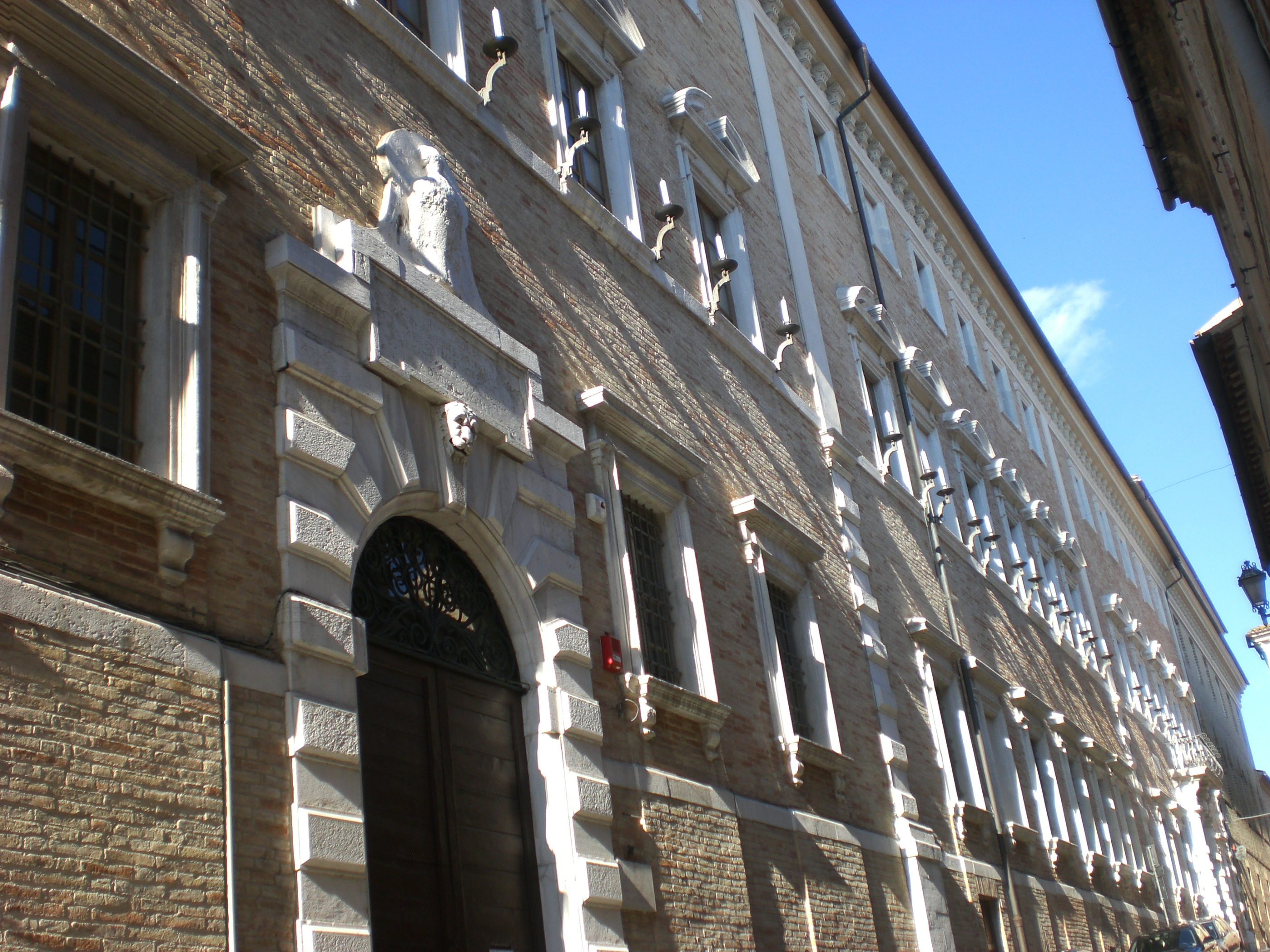
Palazzo Campana
L'imponente edificio, un tempo di proprietà della famiglia Campana (estintasi alla fine del XVII secolo), nel 1718 venne destinato a sede di Collegio e Seminario, comportando una serie di modifiche alla struttura originaria. La notevole fama raggiunta dall'Istituto (vi studiarono anche i futuri papi Leone XII e Pio VIII e il triumviro della Repubblica Romana Aurelio Saffi), costrinse la curia a prendere in esame progetti di ampliamento, che furono affidati ad Andrea Vici, allievo di Luigi Vanvitelli. Nel nuovo corpo di fabbrica, edificato sul lato occidentale dell'originario edificio, il Vici ideò ed eseguì su tre piani il teatrino, il refettorio e la cappella, seguendo un identico disegno di forma ellittica.
Oggi il palazzo è sede dell'Istituto Campana per l'Istruzione Permanente; nell'ala ovest sono inoltre ospitati la Biblioteca Comunale "Francesco Cini" e l'Archivio Storico Comunale.
Nell'ala orientale dell'edificio, in locali già adibiti a granaio e forno, è situato il Museo Civico (inaugurato nel 2000), ampliamento dell'originaria Civica Raccolta d'Arte del 1980. Nel 2002, all'interno di alcune sale attigue alla cappella ideata dal Vici, è stata inaugurata la Sezione Archeologica del Museo Civico.
Palazzo Gallo

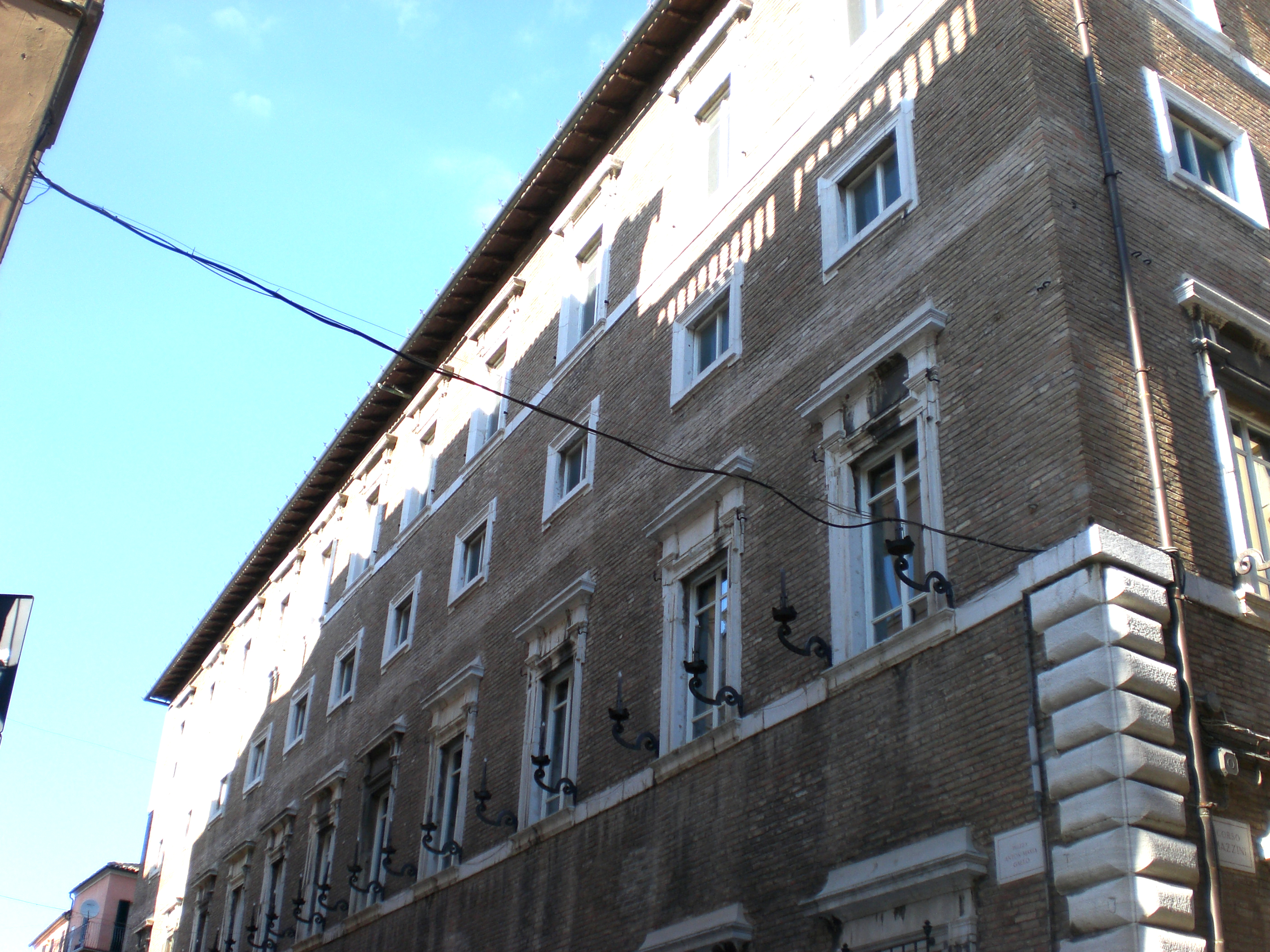
Palazzo Gallo.

L'edificio, situato lungo il corso principale della città, venne fatto costruire come residenza privata da Antonio Maria Gallo, vescovo della diocesi di Osimo, nel primo ventennio del XVII secolo. La facciata si presenta a tre piani, contrassegnati ognuno da undici grandi finestre ornate da cornici in pietra d'Istria e alla cui base corre una fascia di pietra con funzione di marcapiano. Il piano nobile si compone di varie sale, tra le quali spicca il salone dei ricevimenti, il cui soffitto è stato affrescato da Cristoforo Roncalli (detto il Pomarancio) nel 1614. L'affresco, che copre l'intera superficie della volta, è suddiviso in riquadri incorniciati in stucco bianco e oro zecchino, ornati da candelabri con teste di putti a rilievo: nello spazio centrale è raffigurato il Giudizio di Salomone, compreso tra due grandi figure allegoriche (la Sapienza Umana e la Sapienza Divina). Oggi il palazzo è sede dell'Unicredit.
Teatro La Nuova Fenice
Fu costruito tra il 1773 e il 1785 su progetto di Cosimo Morelli (1733-1812). Abbattuto nel 1885 per ragioni statiche, venne rifatto tra il 1887 e il 1892, su disegno di Gaetano Canedi (1836-1889). Sede di importanti stagioni liriche e di prosa, rappresentazioni di concerti, balletti.
Ville d'epoca
Il territorio osimano e ricco di ville patrizie, casini di caccia e residenze estive nobiliari. Fra queste le principali sono villa Briganti-Bellini, villa Bigatti (già Frampolli), villa Blasi, villa Borromei, villa Leopardi-Dittaiuti (a Monte Santo Pietro), villa Egidi, villa Fiorenzi (a Monte Cerno), villa Frampolli, villa Gallo, villa Honorati, villa Montegallo, villa Nappi, villa Orsi Fagioli (Cont'Orsi), villa Simonetti, villa Sinibaldi e villa ex Zoppi.
Fonte Magna

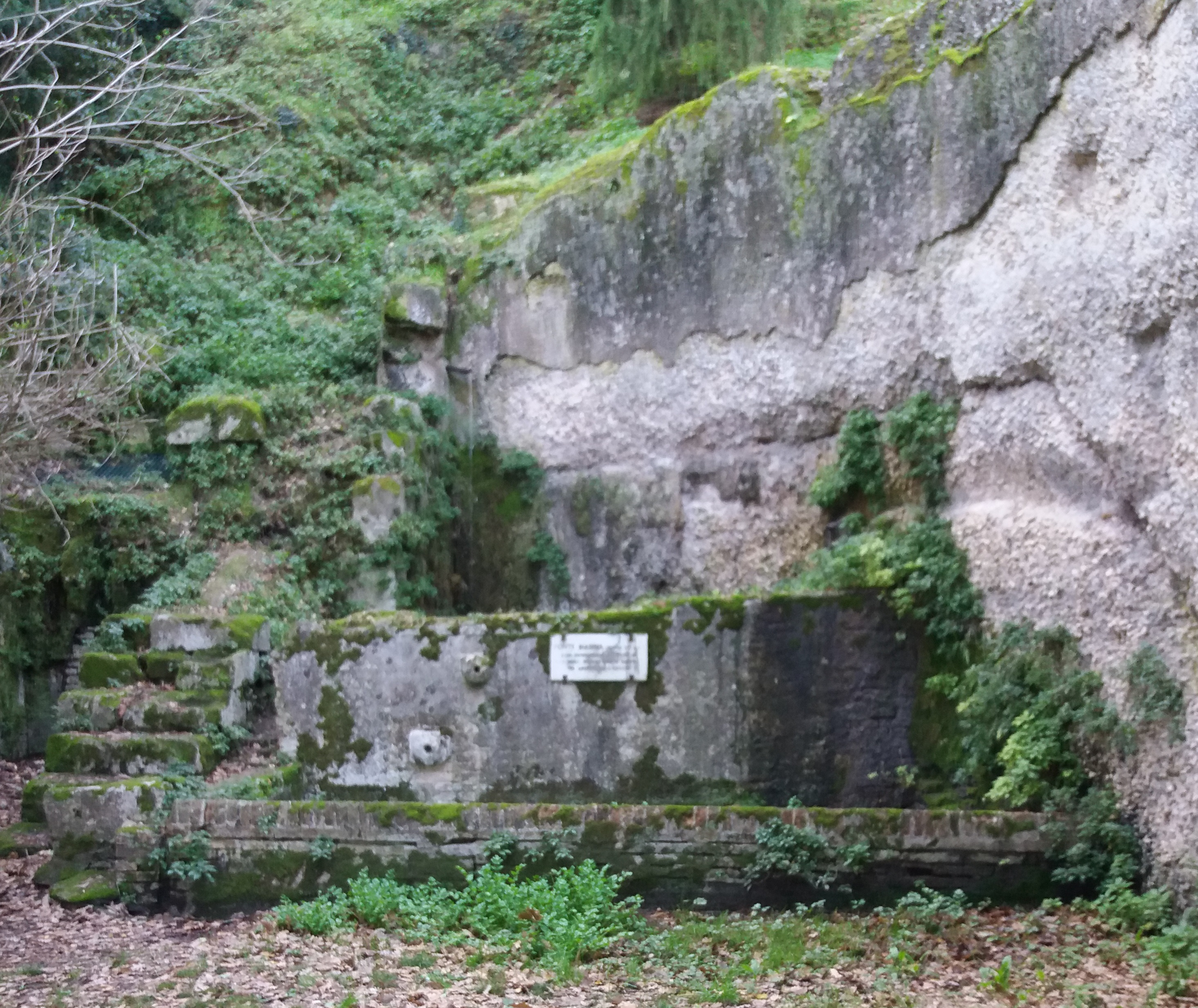
Resti di Fonte Magna

Il nome è attribuito al passaggio di Pompeo Magno ad Osimo durante la guerra civile contro Cesare, in realtà deve il suo appellativo al fatto di essere una delle più importanti fonti di approvvigionamento idrico della città. La fonte riveste grande importanza nel panorama archeologico marchigiano, in quanto è uno dei pochi monumenti citati da fonti storiche: Procopio di Cesarea nel suo De Bello Gothico ne dà un'accurata descrizione, narrando come l'architettura fosse al centro della tattica utilizzata da Belisario (comandante dei Bizantini) che voleva espugnare la città allora in mano ai Goti.
La struttura, come si presenta oggi, è composta da un tratto di muro in calcestruzzo, che presenta a varie altezze incavi probabilmente destinati all'alloggio della decorazione o del sistema portante della copertura; a fianco due vasche, una più alta ed una più bassa con la parte sommitale inclinata come lavatoio, probabilmente realizzate nel XIV secolo. A lato delle vasche sono collocati sei gradini, affiancati, in posizione più elevata, da una struttura interpretata come pozzo. Fonte Magna appartiene ad una delle tipologie più frequenti di fontane monumentali: quelle ad esedra semicircolare; con ogni probabilità aveva una copertura a volta e decorazioni architettoniche all'interno. Dallo studio del tipo di opera cementizia utilizzata nella realizzazione, la fonte si può datare tra I secolo a.C. e il I secolo d.C.
Le grotte

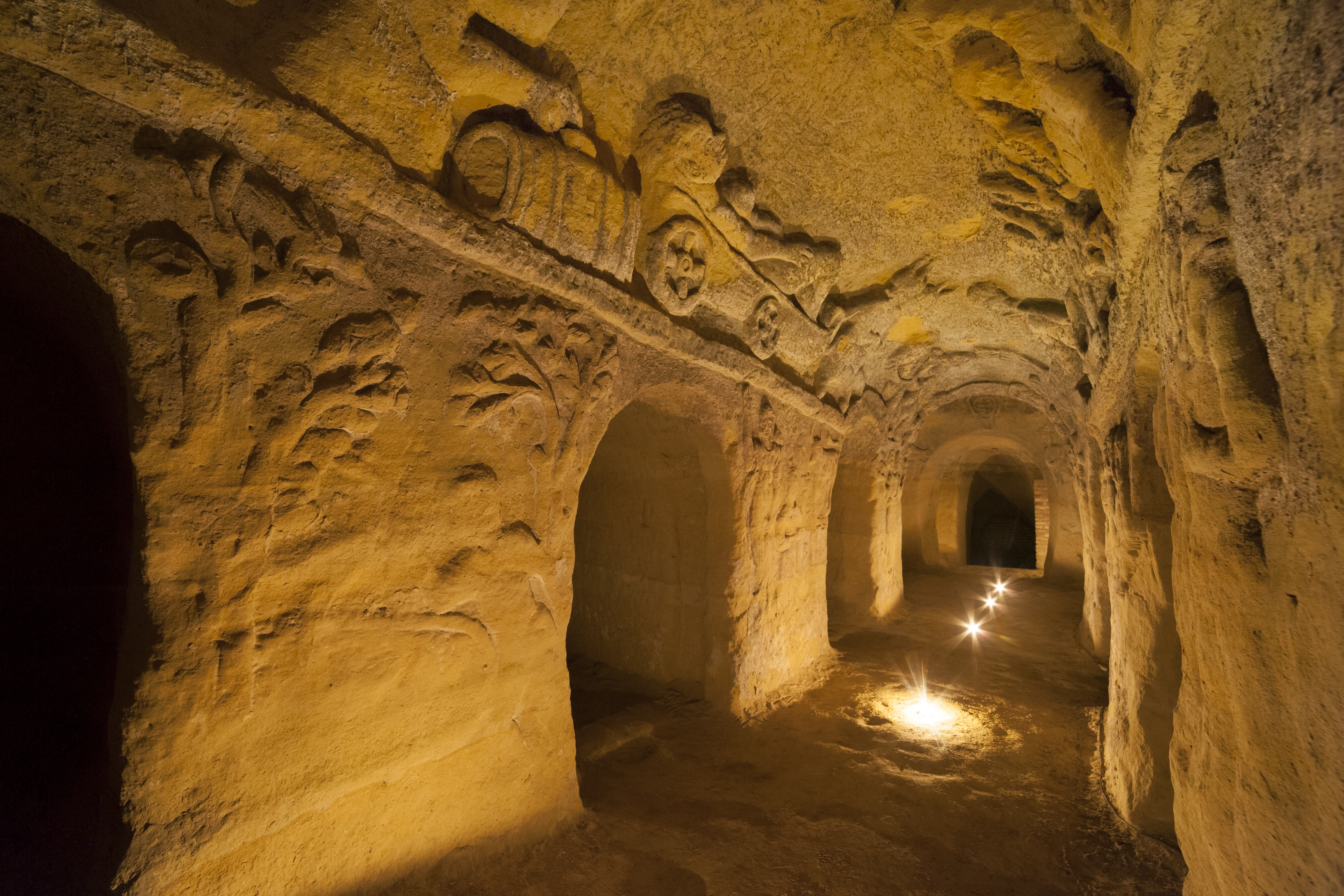
Le grotte di Palazzo Campana.

Il sottosuolo di Osimo è percorso da una fitta rete di gallerie, cunicoli ed ambienti sotterranei scavati a più livelli, spesso collegati tra loro verticalmente mediante pozzi o camini percorribili tramite tacche o pedarole. Scarse sono le fonti scritte e rari i documenti che contengono notizie di tali grotte. Questo silenzio si deve probabilmente a ragioni di segretezza derivanti dalla necessità di salvaguardare nascondigli e vie di fuga indispensabili alla difesa e alla sopravvivenza di un'intera comunità in situazioni di pericolo e di emergenza.
L'uso di queste cavità è comunque riconducibile a quattro principali tipologie individuate secondo le loro diverse caratteristiche: si riconoscono infatti grotte realizzate per scopi difensivi riconoscibili lungo tutta la rete ipogea, cunicoli idraulici a servizio di cisterne e fonti, ambienti particolari costituiti da sale circolari presumibilmente frequentate per scopi rituali o come luoghi di riunione, ed infine grotte che rivelano tracce di uso abitativo presenti soprattutto nel versante meridionale del colle nei pressi di Porta Musone.
Molteplici e differenti sono le rappresentazioni che si ritrovano all'interno delle grotte: dai bassorilievi di carattere religioso custoditi all'interno delle Grotte del Cantinone, ai simboli legati alla presenza dei cavalieri templari dal 1167 al 1317 e del Sovrano militare ordine di Malta, come la "triplice cinta" e la croce a otto punte, visibili all'interno delle Grotte Simonetti.
Un caso a sé costituiscono le grotte sottostanti Palazzo Campana denominate Grotte di Piazza Dante: all'interno si trovano infatti due gallerie le cui pareti e volte sono piene di bassorilievi con allegorie di significato esoterico.

### Architetture militari
Porta San Giacomo
Era l'ingresso settentrionale alla città. La struttura, incorporata nella Rocca Pontelliana (fatta realizzare da papa Innocenzo VIII nel 1487), presenta sui conci dell'arco la scritta "Vetus Auximum".

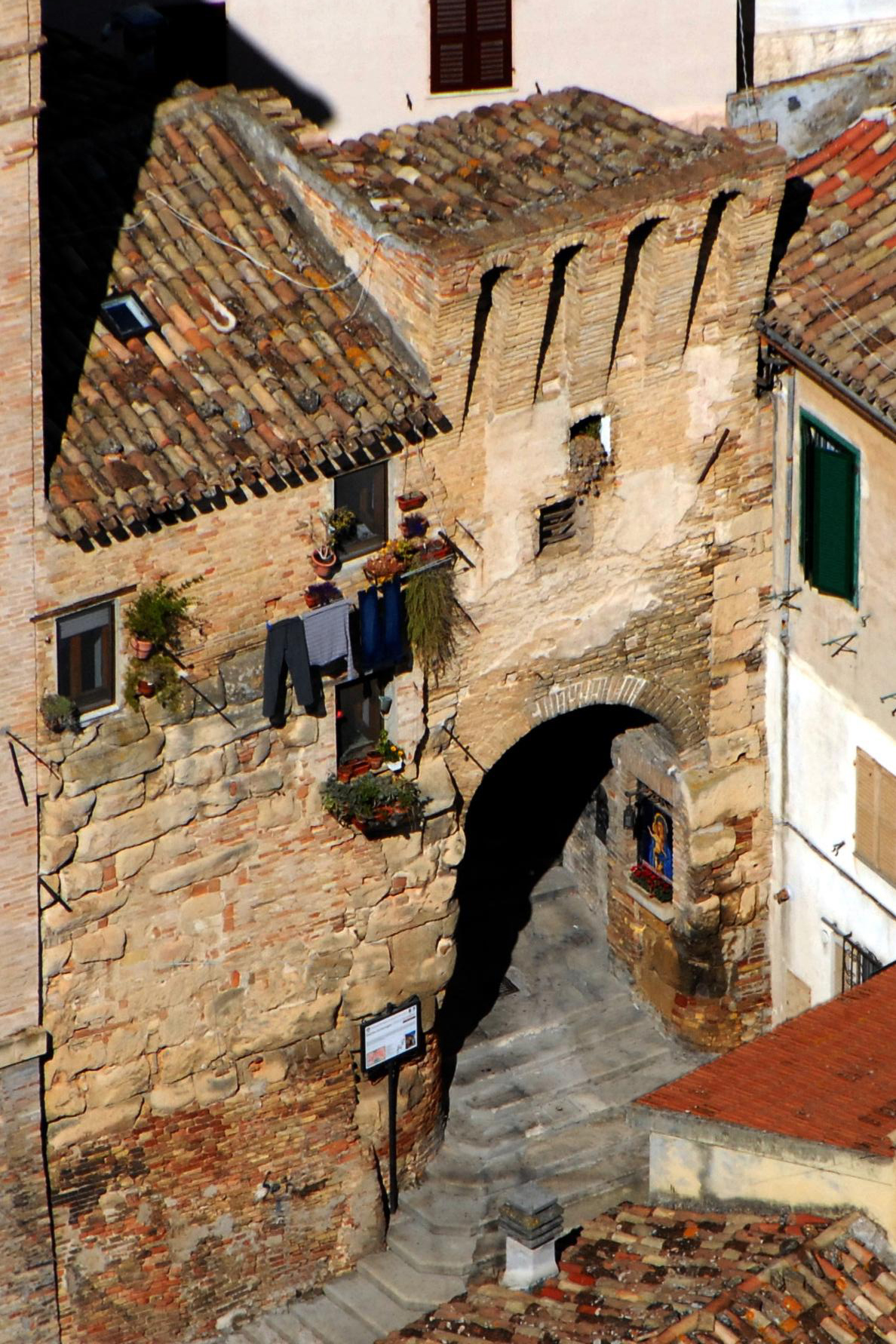
Porta Musone
Situata lungo il tratto meridionale delle mura, in età medievale era denominata "Caldararia" per la presenza nella zona di alcune botteghe di calderai e stagnai. La struttura alla base presenta elementi romani (grandi blocchi di arenaria, con cui sono state realizzate anche le mura urbiche), su cui in epoca medievale è stato appoggiato un torrione di difesa. L'arco, anticamente, costituiva l'ingresso in città dalla diramazione della via Flaminia (la strada consolare che collegava Roma a Rimini attraverso Fano) che, staccandosi dal percorso principale all'altezza di Nuceria Camellaria (Nocera Umbra), conduceva fino ad Ancona passando proprio per Osimo.
Porta Vaccaro
Si apre sul lato orientale della cinta muraria. Probabilmente il nome deriva dal fatto che, in un luogo poco distante, si svolgeva un tempo il mercato bovino. In origine la struttura era formata da un solo fornice, poi nel 1937 venne ampliata con l'aggiunta ai lati di due passaggi pedonali: per questo motivo oggi la porta è comunemente detta "Tre archi".

### Altro
La Gironda
Si tratta di una scultura collocata al centro della rotatoria Mindolo e rappresenta la "nuova porta" della città; è alta più di 9 metri ed è lavorata in bronzo e ferro corten. Venne realizzata dallo scultore Franco Torcianti tra il 2006 e il 2007. Presenta alla sommità due figure femminili che sembrano aprire in volo un portale decorato con cuspidi e sbalzi.

### Siti archeologici
Numerosi reperti di fittili ad uso domestico, risalenti all'Età del ferro e agli insediamenti piceni, furono rinvenuti agli inizi del XX secolo, nel corso della realizzazione della copertura del "Mercato Coperto" (nel centro storico di Osimo) e sulla limitrofa area collinare, oltre a molteplici manufatti di età romana. Il primo accenno rintracciato relativo al commercio di materiale fittile risale agli Statuti osimani (1308-1342) quando, riguardo ai dazi doganali, viene accennata la vendita di vasellame, con la determinazione di tariffe (e sanzioni) per esportazioni e importazioni. Nel corpus degli statuti trecenteschi fu stabilito, inoltre, che il legname della foresta delle zone Aspio e Montegallo fosse riservata a fornaci impiegate anche dai vasai. Nel IV secolo, nell'odierna località Casenuove, fu realizzato un sito per la lavorazione ceramica (e metallurgica).
Nel 1548 il ceramista Cipriano Piccolpasso detto il Durantino nel suo famoso Li tre libri dell'arte del vasaio codifica luoghi e tradizioni ceramiste del centro-nord Italia fra le quali cita la Marca Anchona. Il Piccolpasso identifica in questo territorio fiumi,cave e fornaci che sono però inesistenti nel capoluogo ma ben presenti e citati già negli statuti trecenteschi di Osimo, comune al tempo inserito nella Marca Anconitana. Reperti si trovano già dell'età del bronzo mentre fornaci e cave sono in qualche modo ancora oggi visibili. Nel censimento datato 1569, fra le occupazioni più rilevanti della popolazione di Osimo, risulta l'attività di vasaio. L'incremento considerevole della produzione dei vasai è testimoniata nelle Riformanze osimane del 1645 (deliberazioni del Consiglio legislativo comunale). Fra i ceramisti osimani recenti si possono annoverare Virgilio Carotti, Elmo Cappannari e Diego Pericoli.
Nel giugno del 2016, sotto il loggiato comunale, sono stati ritrovati reperti ceramici databili fra il XIV secolo e il XV secolo.
Area archeologica di Monte Torto
Situata in località Casenuove, presenta un impianto produttivo di età romana costituito da frantoi vinari e oleari. La struttura sorgeva vicina ad un'importante via di comunicazione e su terreno fertile (quindi adatto all'agricoltura), le sorgenti d'acqua facilitavano l'irrigazione e l'abbeveraggio del bestiame. L'impianto fu frequentato assiduamente dal I secolo a.C. fino al IV-V secolo d.C.

## Società

### Evoluzione demografica
Abitanti censiti

### Etnie e minoranze straniere
Secondo i dati ISTAT al 31 dicembre 2023 la popolazione straniera era di 2 310 persone, pari al 6,69 % della popolazione.

### Lingue e dialetti
Il vernacolo di Osimo fa parte delle parlate della provincia di Ancona connesse con i dialetti umbri centro-settentrionali e con il romanesco (queste grandi aree formano insieme la cosiddetta fascia perimediana). L'osimano si distingue dall'anconitano per la minore presenza degli elementi gallo-italici che caratterizzano la parlata del capoluogo. Infatti mentre l'anconitano, e in parte il perugino, possono essere considerati vernacoli anomali all'interno della loro area, il dialetto osimano può essere considerato a tutti gli effetti una parlata centrale, in quanto presenta tratti tipici dei dialetti mediani, come la conservazione delle consonanti doppie e l'assimilazione progressiva ND > NN (es. quando > quanno). Tuttavia, la particolare mescolanza di forme grammaticali, fonetiche e lessicali di origine diversa che esso mostra, data la particolare posizione della città come crocevia linguistico fra Ancona, Jesi-Fabriano e Macerata, fa del dialetto osimano una parlata caratteristica e inconfondibile.

### Istituzioni, enti e associazioni
Ad Osimo vi è la sede principale della Lega del filo d'oro, mentre l'ANPI (Associazione Nazionale Partigiani d'Italia) assegna annualmente nella città (presso il Teatro La Nuova Fenice) il prestigioso Premio Nazionale ANPI "Renato Benedetto Fabrizi".

## Cultura

### Biblioteche
All'interno del Palazzo Campana si trova la Biblioteca comunale Francesco Cini, fondata nel 1675, contenente più di 100 000 volumi storici. Annessa è l'emeroteca, che conserva copie di 2 000 periodici, di cui 120 di epoca corrente. Dal 2011, inoltre, nei locali sottostanti la biblioteca viene conservato l'archivio storico comunale.

### Musei

#### Museo diocesano
Il Museo diocesano, allestito all'interno degli antichi appartamenti episcopali, raccoglie una serie di testimonianze che ben illustrano la storia della comunità osimana dall'epoca romana fino ai giorni nostri. Sono esposte opere di vario genere: dai manufatti marmorei di epoca medievale (come la lastra tombale di San Vitaliano dell'VIII secolo e il meraviglioso schienale di cattedra episcopale del XIII secolo) a dipinti di varie epoche, tra cui il polittico del 1418 attribuito a Pietro di Domenico da Montepulciano e una Madonna con Bambino e Santi realizzata nel 1585 da Simone De Magistris. Una sezione a parte è dedicata al cosiddetto "tesoro" della cattedrale, che raccoglie paramenti liturgici e argenti appartenuti ai vari vescovi: una menzione particolare merita il Reliquiario della Santa Croce attribuito a Gian Lorenzo Bernini, che secondo la tradizione conterrebbe una scheggia della Croce del Signore.

#### Museo civico
Nel 1980 venne inaugurata la Civica Raccolta d'Arte che, solo venti anni dopo, nel 2000, verrà implementata e collocata definitivamente nell'ex granaio di Palazzo Campana, andando a costituire l'attuale Museo Civico.
Opere d'arte
Molte opere provengono dalla civica raccolta, altre sono state recuperate da chiese in cattivo stato di conservazione, altre ancora (per lo più appartenenti alla sezione moderna) sono state donate da privati: coprono un arco temporale molto vasto, che va dal XIII secolo (come la scultura della Madonna con Bambino ed Angeli) fino al XX secolo, con le tele degli osimani Giovan Battista Gallo ed Elmo Cappannari, i disegni di Luigi Bartolini e le incisioni di Bruno Marsili (detto "Bruno da Osimo"). Tra le opere più importanti ci sono: L'Incoronazione della Vergine e Santi, polittico di Antonio e Bartolomeo Vivarini (1464), gli affreschi del XIV secolo di Andrea di Deolao de' Bruni (detto Andrea da Bologna), i dipinti di Claudio Ridolfi e un S. Francesco d'Assisi attribuito da Vittorio Sgarbi al Guercino.
Manufatti
All'interno di alcune sale del museo vengono conservati diversi reperti archeologici che testimoniano l'antica storia cittadina. Le testimonianze più antiche sono costituite da una serie di manufatti litici ascritti al Paleolitico superiore; al periodo piceno risalgono le fibule, il morso di cavallo in bronzo (VIII secolo a.C.) e vari materiali ceramici, tra cui una coppa di provenienza attica a figure rosse del 460 a.C. Non mancano reperti risalenti l'età romana, durante la quale la città visse un periodo di grande splendore: ne sono prova la testa di vecchio, la stele funeraria con coppia maritale (risalente ai primi decenni del I secolo d.C.) e la gran quantità di reperti provenienti sia dalla colonia che dall'area archeologica di Monte Torto, come lucerne, monete e ceramiche da mensa.

## Economia
Osimo sorge su due colline, in un territorio particolarmente fertile dove vengono coltivati frumento, cereali, ortaggi, frutta e viti. Vi sono piccole industrie ed aziende artigianali. Per quanto riguarda l'artigianato in particolare, il comune è conosciuto per la lavorazione del rame, finalizzata alla realizzazione di una vasta gamma di prodotti, che spazia dal vasellame alle anfore.

## Infrastrutture e trasporti
La funicolare chiamata Tiramisù collega la zona bassa della città (Via Cristoforo Colombo) con il centro cittadino (Via Cinque Torri). L'impianto è stato realizzato dalla Leitner ed è stato inaugurato nel 2004.

## Amministrazione

Gonfalone comunale

### Sindaci dal 1860 al 1946[24]
| Periodo          | Periodo          | Primo cittadino       | Partito                    | Carica                 | Note   |
| ---------------- | ---------------- | --------------------- | -------------------------- | ---------------------- | ------ |
| 5 novembre 1860  | aprile 1862      | Sinibaldo Sinibaldi   |                            | Sindaco                | [ 24 ] |
| maggio 1862      | dicembre 1862    | Francesco Leopardi    |                            | Sindaco                | [ 24 ] |
| gennaio 1863     | marzo 1863       | Zenocrate Cesari      |                            | Delegato straordinario | [ 24 ] |
| aprile 1863      | dicembre 1867    | Vincenzo Rossi        |                            | Sindaco                | [ 24 ] |
| gennaio 1868     | dicembre 1875    | Francesco Fiorenzi    |                            | Sindaco                | [ 24 ] |
| gennaio 1876     | dicembre 1878    | Vincenzo Rossi        |                            | Sindaco                | [ 24 ] |
| gennaio 1879     | agosto 1880      | Zenocrate Cesari      |                            | Sindaco                | [ 24 ] |
| settembre 1880   | dicembre 1884    | Francesco Fiorenzi    |                            | Sindaco                | [ 24 ] |
| gennaio 1885     | dicembre 1888    | Alessandro Lardinelli |                            | Sindaco                | [ 24 ] |
| gennaio 1889     | dicembre 1891    | Francesco Fiorenzi    |                            | Sindaco                | [ 24 ] |
| gennaio 1892     | settembre 1898   | Alessandro Lardinelli |                            | Sindaco                | [ 24 ] |
| ottobre 1898     | dicembre 1909    | Cesare Gambini        |                            | Sindaco                | [ 24 ] |
| gennaio 1910     | dicembre 1916    | Antonio Lardinelli    |                            | Sindaco                | [ 24 ] |
| gennaio 1917     | marzo 1922       | Cesare Gambini        |                            | Sindaco                | [ 24 ] |
| aprile 1922      | giugno 1923      | Giovanni Ippoliti     |                            | Sindaco                | [ 24 ] |
| luglio 1923      | giugno 1924      | Masaniello Roversi    |                            | Commissario            | [ 24 ] |
| luglio 1924      | dicembre 1926    | Piero Gallo           |                            | Sindaco                | [ 24 ] |
| gennaio 1927     | ottobre 1929     | Piero Gallo           | Partito Nazionale Fascista | Podestà                | [ 24 ] |
| novembre 1929    | maggio 1930      | Guido Santini         | Partito Nazionale Fascista | Podestà                | [ 24 ] |
| giugno 1930      | novembre 1930    | Filiberto Romanetti   |                            | Commissario            | [ 24 ] |
| dicembre 1930    | marzo 1933       | Gualtiero Zoppi       | Partito Nazionale Fascista | Podestà                | [ 24 ] |
| aprile 1933      | giugno 1937      | Ettore Davalli        | Partito Nazionale Fascista | Podestà                | [ 24 ] |
| luglio 1937      | giugno 1942      | Ubaldo Cardinali      | Partito Nazionale Fascista | Podestà                | [ 24 ] |
| luglio 1942      | maggio 1943      | Goffredo Fagioli      |                            | Commissario            | [ 24 ] |
| giugno 1943      | agosto 1943      | Angelo Rubini         |                            | Commissario            | [ 24 ] |
| settembre 1943   | ottobre 1943     | Eduardo Crescenzi     |                            | Commissario            | [ 24 ] |
| novembre 1943    | 6 luglio 1944    | Amilcare Cristallini  |                            | Commissario            | [ 24 ] |
| 7 luglio 1944    | 4 febbraio 1945  | Giannetto Canapa      |                            | Sindaco                | [ 24 ] |
| 5 febbraio 1945  | 27 marzo 1945    | Ferruccio Pergolesi   |                            | Sindaco                | [ 24 ] |
| 28 marzo 1945    | 12 dicembre 1945 | Gino Vinicio Gentili  |                            | Sindaco                | [ 24 ] |
| 13 dicembre 1945 | 5 aprile 1946    | Vincenzo Acqua        |                            | Sindaco                | [ 24 ] |

### Sindaci dal 1946
| Sindaci eletti dal Consiglio comunale (1946-1995)    | Sindaci eletti dal Consiglio comunale (1946-1995) | Sindaci eletti dal Consiglio comunale (1946-1995) | Sindaci eletti dal Consiglio comunale (1946-1995) | Sindaci eletti dal Consiglio comunale (1946-1995) | Sindaci eletti dal Consiglio comunale (1946-1995) | Sindaci eletti dal Consiglio comunale (1946-1995) | Sindaci eletti dal Consiglio comunale (1946-1995) |
| Nominativo                                           | Partito                                           | Partito                                           | Partito                                           | Partito                                           | Mandato                                           | Mandato                                           | Elezione                                          |
| Nominativo                                           | Partito                                           | Partito                                           | Partito                                           | Partito                                           | Inizio                                            | Fine                                              | Elezione                                          |
| ---------------------------------------------------- | ------------------------------------------------- | ------------------------------------------------- | ------------------------------------------------- | ------------------------------------------------- | ------------------------------------------------- | ------------------------------------------------- | ------------------------------------------------- |
| Leonardo Volpini                                     |                                                   | Democrazia Cristiana                              | Democrazia Cristiana                              | Democrazia Cristiana                              | 6 aprile 1946                                     | 4 dicembre 1947                                   | Elezione 1946                                     |
| Ugo Muzio Montanari                                  |                                                   | Democrazia Cristiana                              | Democrazia Cristiana                              | Democrazia Cristiana                              | 5 dicembre 1947                                   | 31 marzo 1950                                     | Elezione 1946                                     |
| Nicola Schirinzi (Commissario prefettizio)           | —                                                 | —                                                 | —                                                 | —                                                 | 1 aprile 1950                                     | 13 giugno 1951                                    | —                                                 |
| Vincenzo Acqua                                       |                                                   | Democrazia Cristiana                              | Democrazia Cristiana                              | Democrazia Cristiana                              | 14 giugno 1951                                    | 19 giugno 1956                                    | Elezione 1951                                     |
| Alessandro Niccoli                                   |                                                   | Democrazia Cristiana                              | Democrazia Cristiana                              | Democrazia Cristiana                              | 20 giugno 1956                                    | 27 dicembre 1964                                  | Elezione 1956                                     |
| Alessandro Niccoli                                   | Elezione 1960                                     | Democrazia Cristiana                              | Democrazia Cristiana                              | Democrazia Cristiana                              | 20 giugno 1956                                    | 27 dicembre 1964                                  |                                                   |
| Vincenzo Acqua                                       |                                                   | Democrazia Cristiana                              | Democrazia Cristiana                              | Democrazia Cristiana                              | 28 dicembre 1964                                  | 3 luglio 1970                                     | Elezione 1964                                     |
| Paolo Polenta                                        |                                                   | Democrazia Cristiana                              | Democrazia Cristiana                              | Democrazia Cristiana                              | 4 luglio 1970                                     | 14 luglio 1980                                    | Elezione 1970                                     |
| Paolo Polenta                                        | Elezione 1975                                     | Democrazia Cristiana                              | Democrazia Cristiana                              | Democrazia Cristiana                              | 4 luglio 1970                                     | 14 luglio 1980                                    |                                                   |
| Alberto Cartuccia                                    |                                                   | Democrazia Cristiana                              | Democrazia Cristiana                              | Democrazia Cristiana                              | 15 luglio 1980                                    | 19 giugno 1990                                    | Elezione 1980                                     |
| Alberto Cartuccia                                    | Elezione 1985                                     | Democrazia Cristiana                              | Democrazia Cristiana                              | Democrazia Cristiana                              | 15 luglio 1980                                    | 19 giugno 1990                                    |                                                   |
| Raimondo Orsetti                                     |                                                   | Democrazia Cristiana                              | Democrazia Cristiana                              | Democrazia Cristiana                              | 20 giugno 1990                                    | 9 maggio 1995                                     | Elezione 1990                                     |
| Sindaci eletti direttamente dai Cittadini (dal 1995) |                                                   |                                                   |                                                   |                                                   |                                                   |                                                   |                                                   |
| Nominativo                                           | Partito                                           | Partito                                           | Coalizione                                        | Coalizione                                        | Mandato                                           | Mandato                                           | Elezione                                          |
| Nominativo                                           | Partito                                           | Partito                                           | Coalizione                                        | Coalizione                                        | Inizio                                            | Fine                                              | Elezione                                          |
| Alberto Niccoli                                      |                                                   | Partito Popolare Italiano                         |                                                   | PDS-PPI-L. civiche                                | 25 aprile 1995                                    | 14 giugno 1999                                    | Elezione 1995                                     |
| Alberto Niccoli                                      | Partito Democratico della Sinistra                |                                                   |                                                   | PDS-PPI-L. civiche                                | 25 aprile 1995                                    | 14 giugno 1999                                    | Elezione 1995                                     |
| Dino Latini                                          |                                                   | Su la Testa                                       |                                                   | FI-AN-L. civiche                                  | 14 giugno 1999                                    | 13 giugno 2004                                    | Elezione 1999                                     |
| Dino Latini                                          |                                                   | Su la Testa                                       | DL-SDI-L. civiche                                 | 14 giugno 2004                                    | 21 giugno 2009                                    | Elezione 2004                                     |                                                   |
| Stefano Simoncini                                    |                                                   | Su la Testa                                       |                                                   | Liste civiche                                     | 22 giugno 2009                                    | 8 giugno 2014                                     | Elezione 2009                                     |
| Simone Pugnaloni                                     |                                                   | Partito Democratico                               |                                                   | PD-AET-UdC-L. civiche                             | 9 giugno 2014                                     | 9 giugno 2019                                     | Elezione 2014                                     |
| Simone Pugnaloni                                     | PD-SI-L. civiche                                  | Partito Democratico                               | 10 giugno 2019                                    | 23 giugno 2024                                    | Elezione 2019                                     |                                                   |                                                   |
| Francesco Pirani                                     |                                                   | Fratelli d'Italia                                 |                                                   | FdI-UdC-L. civiche                                | 24 giugno 2024                                    | 8 dicembre 2024                                   | Elezione 2024                                     |
| Grazia Branca (Commissario prefettizio)              | —                                                 | —                                                 | —                                                 | —                                                 | 9 dicembre 2024                                   | 25 maggio 2025                                    | —                                                 |
| Michela Glorio                                       |                                                   | Indipendente                                      |                                                   | PD-L. civiche                                     | 26 maggio 2025                                    | in carica                                         | Elezione 2025                                     |

### Gemellaggi
- Copertino
- Armstrong
- Sofia, dal 2016, sottoscritto il 6 agosto 2016 alla presenza dei rispettivi sindaci Simone Pugnaloni e Yordanka Fandakova.[25]

## Sport

### Atletica leggera
La principale società osimana di atletica è l'Atletica Osimo fondata nel 1964, gemellata con il Team Atletica Marche. L'Atletica Osimo organizza un trofeo nel settore della velocità e degli ostacoli denominato "Trofeo Marche 9,14".

### Calcio

L' della stagione 1977-1978, promossa in Serie C2.

La principale squadra di calcio della città è l'U.S.D. Osimana, che vanta nella sua storia alcuni campionati di IV Serie, di Serie D e sei stagioni consecutive in Serie C2. La società giallorossa milita in Eccellenza Marche.
Altre realtà calcistiche sono l'Osimo Stazione e la Passatempese, ambedue militanti in Promozione, che rappresentano le frazioni di Osimo Stazione e Passatempo, il San Biagio che rappresenta l'omonima frazione e che gioca in Seconda Categoria insieme all'Osimo e all'Osimo Five.

### Calcio a 5
L'Osimo Five Calcio a 5 disputa il campionato di Serie C2. Altre squadre osimane di futsal sono il Casenuove, il San Biagio e la Polisportiva Futura Osimo Stazione, tutte militanti in serie D.

### Ciclismo
Osimo, in tre occasioni, fu arrivo di tappa del Giro d'Italia:
- il 2 giugno 1987 l'11ª tappa del Giro d'Italia, partita da Giulianova, si è conclusa ad Osimo con la vittoria di Robert Forest
- il 23 maggio 1994 la 2ª tappa del Giro d'Italia, la Bologna-Osimo, si è conclusa con l'ultima vittoria da professionista di Moreno Argentin
- il 16 maggio 2018 l'11ª tappa del Giro d'Italia, partita da Assisi, si è conclusa ad Osimo con la vittoria di Simon Yates

Anche la Tirreno-Adriatico ha fatto tappa ad Osimo tre volte:
- il 13 marzo 1989, con la 6ª tappa Grottammare-Osimo, vittoria di Charly Mottet
- il 17 marzo 1991, con la 5ª tappa Montegranaro-Osimo, vittoria di Gérard Rué
- l'11 marzo 2023, con la 6ª tappa Osimo Stazione-Osimo, vittoria di Primoz Roglic

### Pallacanestro
Dagli ultimi anni del Novecento è sicuramente lo sport più seguito e più amato dai Senza Testa. Infatti, la Robur Basket Osimo vanta nel suo recente passato stagioni in serie A2. Nella stagione 2010-2011 milita in Serie A Dilettanti e nella stagione 2017-2018 in Serie C Silver Marche.

### Pallavolo
La principale società osimana di pallavolo è la Pallavolo Osimo a sua volta suddivisa nella società Volley Libertas per la pallavolo maschile e la Volley Young Osimo per la pallavolo femminile. Proveniente dalla Volley Libertas è Leandro Mosca, giocatore entrato a far parte della nazionale italiana di pallavolo nel 2021.

### Skateboard
Il 30 maggio 2009 è stato inaugurato uno skatepark in cemento. Il parco misura circa 1500 m² ed è a forma di diamante. Il park si trova in via Vescovara, all'interno del Centro Sportivo.